# Oscar Liebreich
Matthias Eugen Oscar Liebreich, född 14 februari 1839 i Königsberg, Ostpreussen, Tyskland
(nuvarande Kaliningrad), död 2 juli 1908 i Berlin, var en tysk farmakolog. 
Han var bror till Richard Liebreich.
Liebreich studerade till en början under ledning av Remigius Fresenius i Wiesbaden i avsikt att bli teknisk kemist. Han företog 1857–59 en resa till Afrika, bedrev efter återkomsten medicinska universitetsstudier samt promoverades 1866 till medicine doktor och var 1872-1907 professor i farmakologi vid Berlins universitet. Han gjorde 1869 den viktiga upptäckten av kloralhydratets sömngivande och smärtstillande förmåga samt fäste uppmärksamheten på flera nya anestetiska medel. År 1882 framställde han lanolin. Från 1887 utgav han tidskriften "Therapeutische Monatshefte" och 1895-1900 "Encyklopädie der Therapie" (tre band).